# Отто Болеславович
Отто Болеславович (около 1000—1033) — польский князь из дома Пястов.
Третий сын Болеслава I Храброго.

## Биография
Отто был самым младшим ребёнком своих родителей, названным в честь императора Оттона III, который, вероятно, был его крёстным отцом.
После смерти Болеслава I в 1025 году Отто ожидал получить часть наследства: согласно славянскому обычаю, отец должен был поделить владения на всех сыновей. Однако Польша к этому времени стала королевством, и поэтому не могла быть поделена. В результате Отто, как и его единокровный брат Безприм, ничего не получил. Единственным наследником и преемником Болеслава I стал Мешко II, старший брат Отто.
Вскоре после того, как Мешко II стал правителем Польского королевства, он либо изгнал, либо вынудил своих братьев бежать из страны. Отто переехал в Германию, вероятно, в Мейсен, а Безприм — в Киев. В 1031 году в результате совместной атаки киевской дружины и немецких войск Мешко II утратил польский трон и был вынужден бежать в Богемию.
Королём Польши стал Безприм, что вызвало недовольство Отто и он перешел в лагерь сторонников Мешко II. В первом полугодии 1032 года Безприм был убит, вероятно, в результате заговора, организованного Отто и Мешко II, но основная роль в этом историками отводится Отто.
7 июля 1032 года император Конрад II в Мерзебурге разделил Польшу между Мешко II, Отто и их двоюродным братом Дитрихом.
Отто умер в 1033 году либо от естественных причин, либо был убит своими вассалами. Место его захоронения неизвестно.